# Rhabdomastix corax
Rhabdomastix corax là một loài ruồi trong họ Limoniidae. Chúng phân bố ở miền Cổ bắc.